# Parada de Poble Espanyol (TRAM Alicante)
Poble Espanyol es una parada del TRAM Metropolitano de Alicante donde presta servicio la línea 1. Está situada en la zona norte del casco urbano de Campello.

## Localización y características
Se encuentra ubicada junto a la calle Cocentaina, desde donde se accede, cerca del cementerio de Campello y las playas del norte del municipio. En esta parada se detienen los tren-tram de la línea 1. Dispone de dos andenes y dos vías. Desde Poble Espanyol hasta Benidorm los trayectos entre las paradas sucesivas de la línea 1 son en vía única.

## Líneas y conexiones
| << Cabecera | < Estación  | Línea | Estación > | Cabecera >> |
| ----------- | ----------- | ----- | ---------- | ----------- |
| Luceros     | El Campello |       | Amerador   | Benidorm    |

Enlace con la línea de bus urbano El Campello: Línea C2, Venta Lanuza-El Campello-Barrio Bonny.
Enlace con la línea de bus interurbano Subús (Alcoyana): Línea C53, Hospital de Sant Joan-El Campello.